# Euthrixius venustus
Euthrixius venustus là một loài ruồi trong họ Asilidae. Euthrixius venustus được Philippi miêu tả năm 1865.